# Campo di prigionia di Frøslev
Il campo di prigionia di Frøslev (in danese: Frøslevlejren, in tedesco: Polizeigefangenenlager Fröslee) fu un campo di internamento nazista nella Danimarca occupata durante la seconda guerra mondiale.

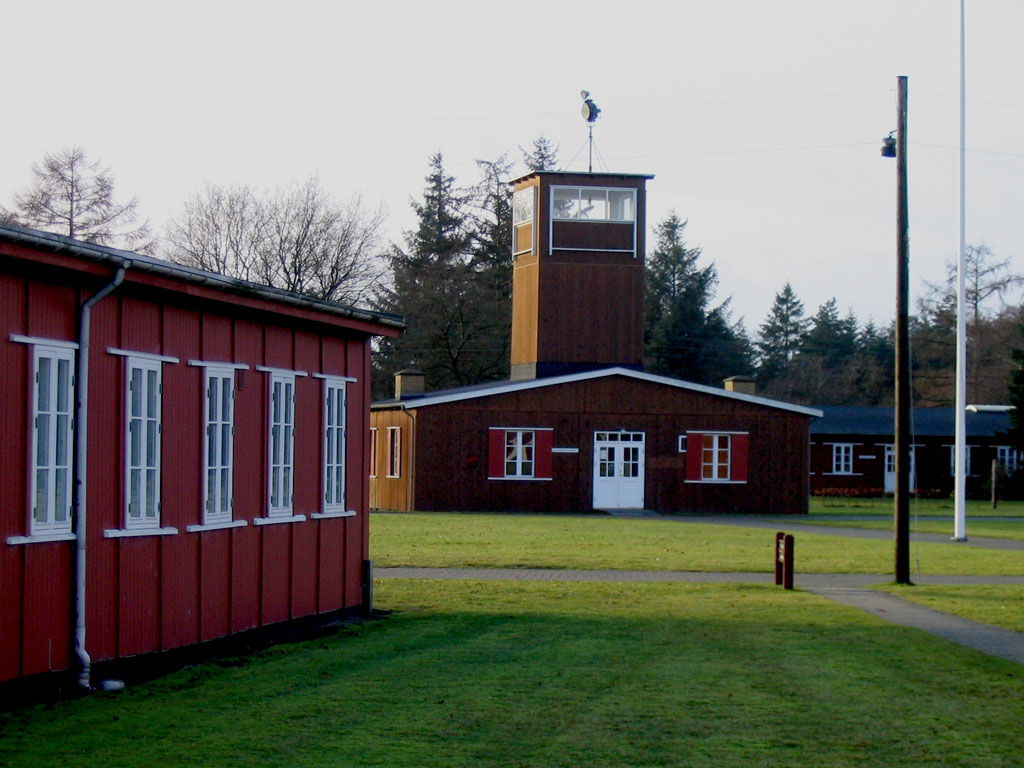
Torre di guardia e caserma

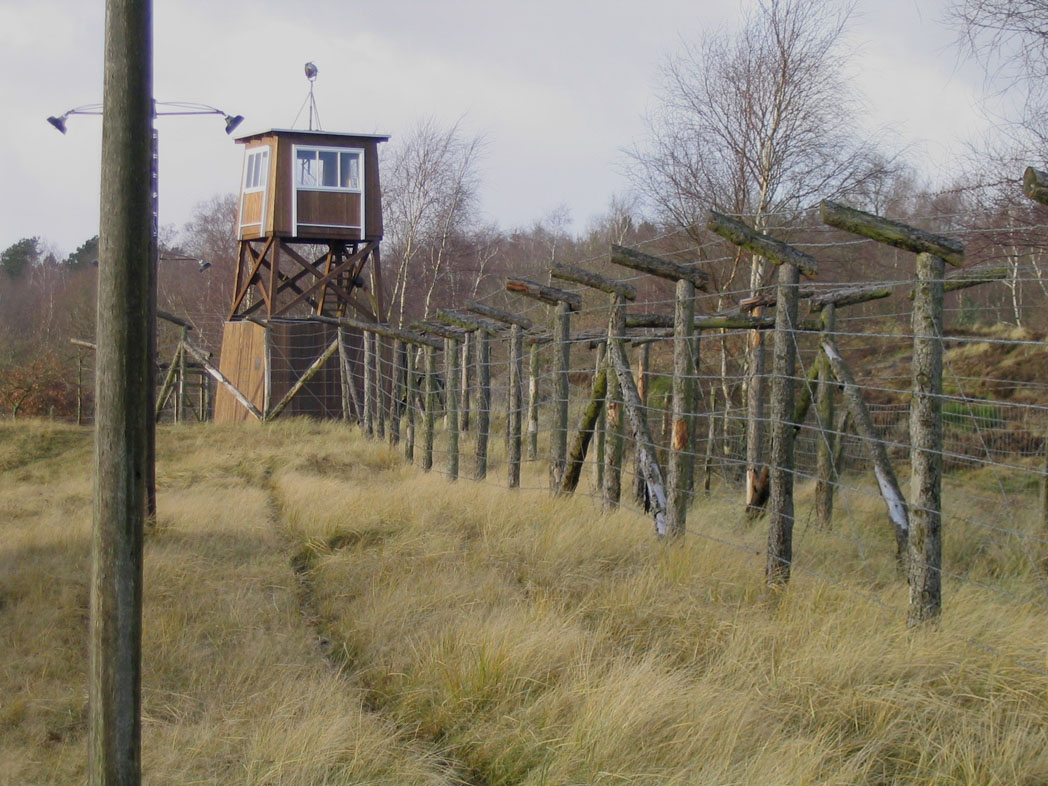
Recinto e torre di guardia

Per evitare la deportazione dei danesi nei campi di concentramento tedeschi, le autorità danesi suggerirono, nel gennaio 1944, di creare un campo di internamento in Danimarca. Le autorità tedesche acconsentirono e il campo fu eretto vicino al villaggio di Frøslev nel sud-ovest della Danimarca, vicino al confine tedesco. Da metà agosto fino alla fine dell'occupazione tedesca nel maggio 1945, 12.000 prigionieri hanno varcato i cancelli del campo. La maggior parte di loro erano sospetti membri del movimento di resistenza danese, comunisti e altri prigionieri politici. Le condizioni di vita nel campo erano generalmente tollerabili, ma 1 600 internati furono deportati nei campi di concentramento tedeschi, dove morirono circa 220 di loro.
Verso la fine della guerra, il conte svedese Folke Bernadotte cercò di trasferire in Svezia tutti i prigionieri dei campi di concentramento scandinavi. Contemporaneamente l'amministrazione danese negoziò con i tedeschi il salvataggio dei prigionieri danesi in Germania. Come risultato di questi sforzi molti prigionieri scandinavi arrivarono in autobus dai campi tedeschi. Nel marzo e nell'aprile 1945, 10 000 prigionieri danesi e norvegesi furono riportati a casa dalla Germania. Alcuni dei prigionieri di ritorno vennero al campo di prigionia di Frøslev. Tra questi c'erano alcuni dei 1 960 poliziotti danesi deportati, che erano stati arrestati e deportati il 19 settembre 1944.

## Dopo la guerra
Quando l'occupazione tedesca finì, i prigionieri furono liberati, solo per essere immediatamente sostituiti con sospetti collaboratori nazisti, e il nome del campo fu cambiato in Fårhuslejren. Il campo di internamento fu gestito dal movimento di resistenza danese e tra gli internati c'era Frits Clausen, ex leader del partito nazista danese. In seguito, lo stato danese prese il posto del movimento di resistenza, utilizzando il campo come la più grande struttura correzionale del paese per collaboratori condannati.
Nel 1949, la maggior parte dei collaboratori aveva scontato la pena e il campo fu convertito in caserma dell'esercito con il nome di Padborglejren. Il Museo del campo di prigionia di Frøslev fu inaugurato nel 1969. Secondo un accordo del 2001, il campo sarà conservato come parco commemorativo nazionale. Alcune parti del campo di prigionia originale del 1944-45, in precedenza demolite, furono ricostruite, tra cui una torre di guardia e una parte del recinto di filo spinato. L'area ospita anche un liceo continuativo chiamato Frøslevlejrens Efterskole.